# Los Angeles Convention Center

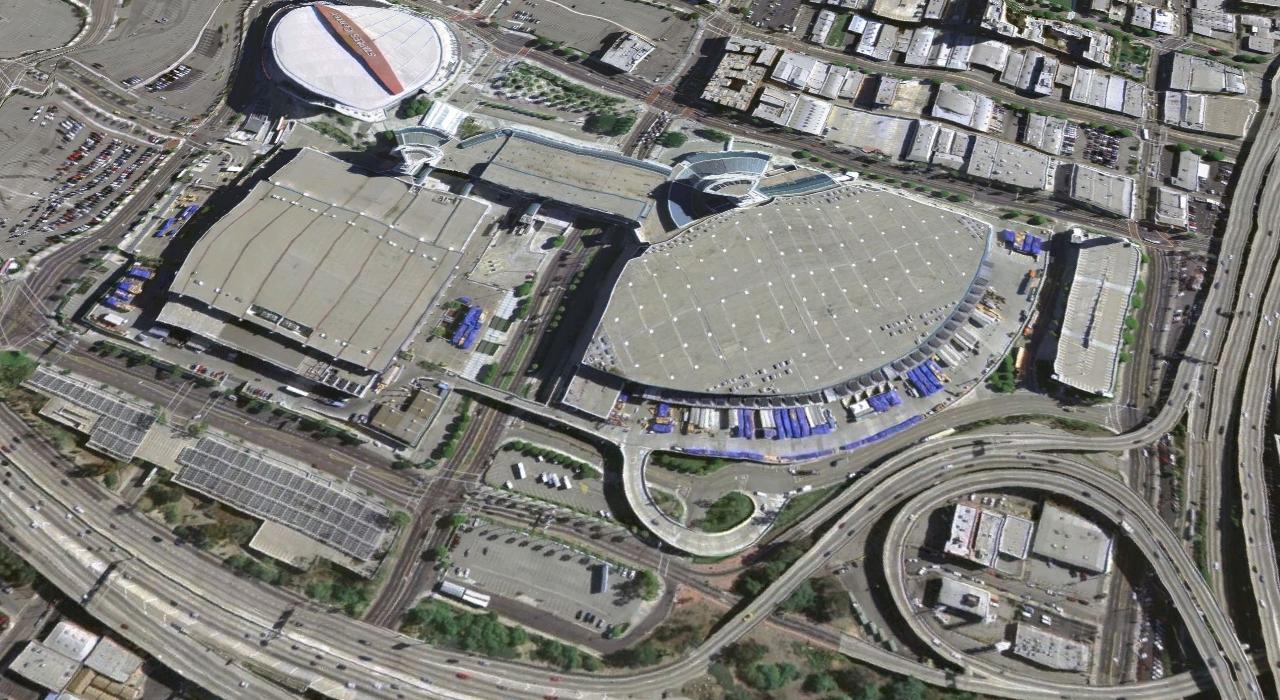
El LACC, situat al centre de Los Angeles.

Los Angeles Convention Center (abreviat LACC, o bé en català Centre de Convencions de Los Angeles) és un centre de convencions al centre de la ciutat de Los Angeles. El LACC acull anualment esdeveniments com el Greater Los Angeles Auto Show, i la fira més important de videojocs com és l'exposició E3, que en el qual aquesta fira va ser l'última el 2014 en aquest centre.
El Convention Center va ser obert el 1971, i ampliat el 1993. La part del nord-est del Center va ser aterrat el 1997 per fer l'Staples Center.